# Касари (Вибо Валенција)
Касари је насеље у Италији у округу Вибо Валенција, региону Калабрија.
Према процени из 2011. у насељу је живело 476 становника. Насеље се налази на надморској висини од 1102 м.